# Simulated body fluid
Un Simulated Body Fluid (SBF), letteralmente fluido biologico simulato, è una soluzione acquosa, in cui la natura e la concentrazione degli ioni presenti riproducono quelle del plasma umano; temperatura e pH sono controllati in modo da corrispondere alle condizioni fisiologiche. L'SBF è stato introdotto per la prima volta da Kokubo et al. per valutare in vitro quali cambiamenti possano avvenire sulla superficie di un bio-vetroceramico dopo l'impianto in vivo. Successivamente, per condurre i test di bioattività, è stato proposto di sostituire l'SBF convenzionale con un terreno di coltura cellulare come DMEM, MEM, α-MEM, ecc., eventualmente filtrato e trattato secondo gli stessi protocolli impiegati per le colture cellulari.

## Applicazioni

### Trattamento superficiale degli impianti metallici
Dato che l'idrossiapatite costituisce il principale componente minerale dell'osso, la capacità di sviluppare uno strato superficiale di apatite è di fondamentale importanza per un materiale artificiale che debba legarsi al tessuto osseo dopo l'impianto. Immergendo un campione di materiale in SBF è possibile studiare in vitro l'eventuale crescita di uno strato superficiale di apatite e, quindi, predire quale sarà la bioattività in vivo. Infatti, quando un biomateriale viene immerso in SBF, il calcio e il fosforo originariamente presenti nella soluzione danno luogo alla precipitazione di nuclei di apatite che poi crescono sulla superficie del materiale. Per questo motivo, lo sviluppo di uno strato superficiale di apatite in SBF viene generalmente considerato come un fattore favorevole in vista dell'impiego di un nuovo materiale per applicazioni biomedicali. La tecnica di funzionalizzazione superficiale degli impianti metallici basata sull'immersione in SBF richiede solitamente tempi molto lunghi, dal momento che la crescita di uno strato uniforme di apatite implica almeno sette giorni di trattamento, con un ricambio quotidiano dell'SBF. Per ridurre i tempi, è possibile aumentare la concentrazione di calcio e fosforo in soluzione, con l'ulteriore vantaggio di rendere inutile il ricambio periodico dell'SBF.

### Gene delivery
Sono stati compiuti degli studi anche per impiegare l'SBF nell'ambito del trasporto genico (gene delivery). A tale fine, delle nanoparticelle di calcio-fosfato, necessarie per il trasporto del DNA plasmidico (pDNA) nei nuclei delle cellule, sono state sintetizzate in SBF e quindi mescolate con del DNA plasmidico. I test in vitro hanno dimostrato che i complessi fosfato di calcio/DNA sintetizzati in SBF hanno un'efficienza di trasporto superiore rispetto a quella degli analoghi complessi ottenuti in acqua, liquido utilizzato come controllo.